# Брили (Грузия)
Брили (груз. ბრილი) — село в Грузии. Находится в Хашурском муниципалитете края Шида-Картли. Высота над уровнем моря составляет 750 метров. Население — 313 человек (2014).